# معارضة أدبية

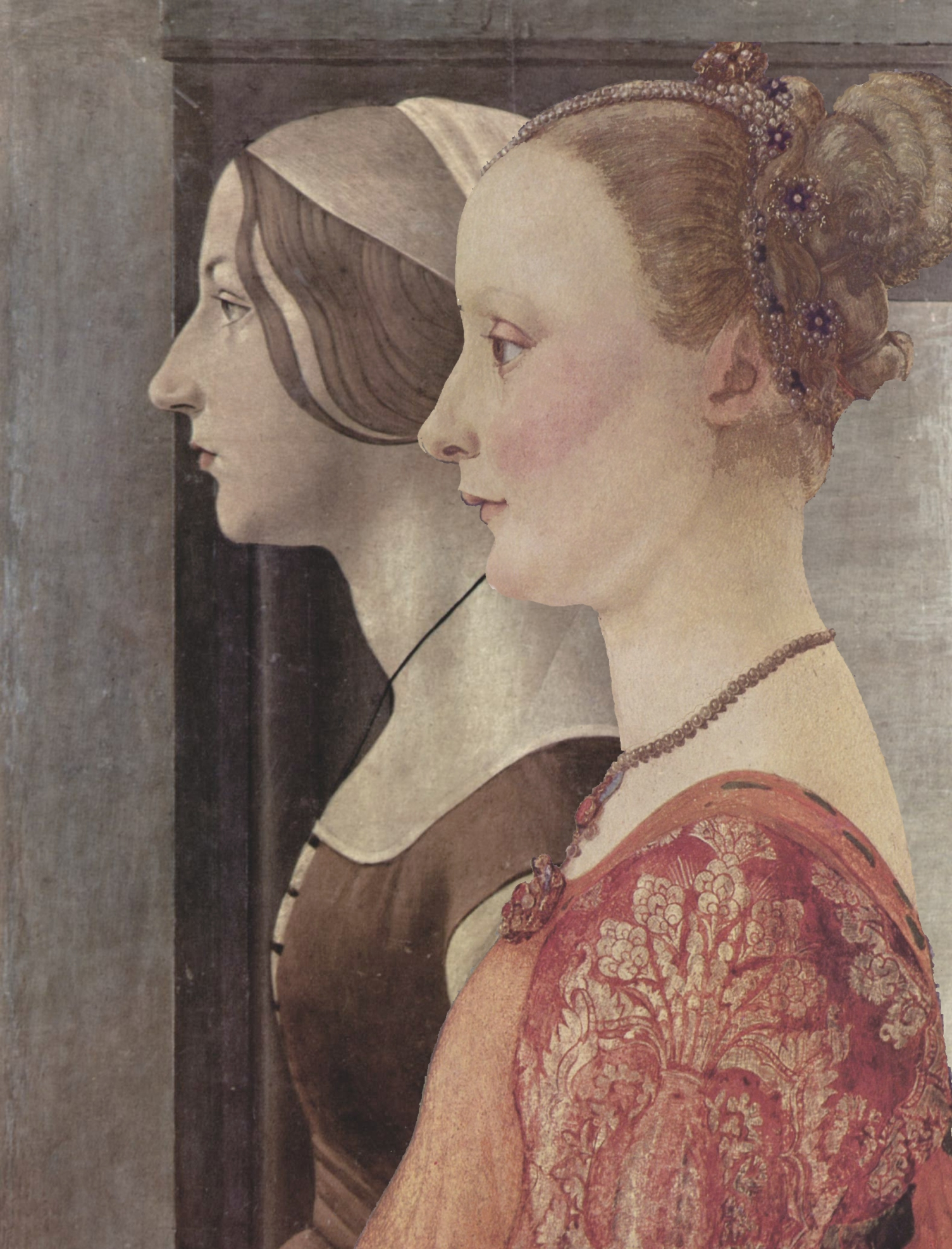

المُعارضة هي محاكاة عمل أدبي كالشعر والنثر والمسرح (أو حتى الفنون المرئية) من أديب واحد أو أكثر. على عكس المحاكاة الساخرة التي تسخر من العمل الأصلي، فإن المعارضين يحرصون على أن تكون جودة العمل كالعمل الأصلي.
التلميح ليس معارضة. التلميح الأدبي هو إشارة لعمل آخر وليس تكرارًا له.